# Borbón (Esmeraldas)
Borbón ist eine Ortschaft und eine Parroquia rural („ländliches Kirchspiel“) im Kanton Eloy Alfaro der ecuadorianischen Provinz Esmeraldas. Die Parroquia besitzt eine Fläche von etwa 153 km². Die Einwohnerzahl lag im Jahr 2010 bei 2005.

## Lage
Die Parroquia Borbón liegt im Küstentiefland im Nordwesten von Ecuador. Der Río Cayapas durchquert das Gebiet in nördlicher Richtung. Dessen rechter Nebenfluss Río Anayacu entwässert den Osten der Parroquia. Der Hauptort Borbón befindet sich gegenüber der Einmündung des Río Santiago in den Río Cayapas 18 km südlich vom Kantonshauptort Valdez.
Die Parroquia Borbón grenzt im Nordosten an die Parroquias Tambillo und Concepción (beide im Kanton San Lorenzo), im Osten an die Parroquias Maldonado und Colón Eloy del María, im äußersten Südosten an die Parroquia Selva Alegre, im Süden an die Parroquia San José del Cayapas, im Westen an die Parroquia Anchayacu sowie im Norden an die Parroquia La Tola.

## Geschichte
Die Parroquia Borbón wurde am 12. September 1938 mittels Acuerdo Ministerial N° 572 im Kanton Esmeraldas gegründet. Am 16. Oktober 1941 wurde die Parroquia dem neu geschaffenen Kanton Eloy Alfaro zugeschlagen.